# پل تیلیش
پل تیلیش (۲۰ اوت ۱۸۸۶ – ۲۲ اکتبر ۱۹۶۵) الهی‌دان و فیلسوف آلمانی‌تبار مشهور و بزرگترین متکلم قرن بیستم آمریکا است. به‌طور کلی هدف اصلی وی در مجموع فعالیت‌های علمی و دانشگاهی‌اش آن بود که مسیحیت را به شکلی قابل فهم و متقاعدکننده برای مردم معرفی کند.
او در آثارش تلاش می‌کند به شکلی بین فرهنگ معاصر و مسیحیت تاریخی آشتی برقرار کند، از این رو تمایل کلی وی در برخورد با الهیات را می‌توان کاملاً عمل گرا دانست؛ یعنی با رصد مسائل بنیادین بشر، سعی در خوانشی نو از مسیحیت تاریخی دارد تا در پرتو آن پاسخی درخور و معقول به پرسش‌های نوظهور بشر ارائه کند. همه آثار برجای مانده از او در واقع پاسخی است برای دو پرسش: اول آن که چرا وجود انسان همواره تهدید می‌شود؟ دوم آن که چه عاملی است که تا به حال در برابر چنین تهدیدهایی یارای مقاومت داشته؟ عنصر فرهنگ کلیدواژهٔ فهم اندیشه‌های الهیاتی تیلیش به حساب می‌آید. به اعتقاد تیلیش بین دین و فرهنگ رابطه متقابل و همبسته‌ای وجود دارد. رابطه دین و فرهنگ به مثابه رابطه سؤال و پاسخ یا صورت و جوهر است. صورت دین فرهنگ است و محتوا و جوهر فرهنگ دین. در اندیشه تیلخ مسیر ارتباط مقوله فرهنگ و دین به این شکل است که همواره باید از مسائل و سوالات باید به سراغ دین رفت و پاسخ گرفت. مسائل و سوالات بنیادینی که ناشی از حضور بشر در شرایط و مقتضیات جدید جهان مدرن است. چنین مسائلی در بدو امر از سوی نخبگان هر جامعه، شناسایی شده و در سبکهای برجسته هنری یا اندیشه‌های اجتماعی و سیاسی متبلور و متجلی می‌شود. به اعتقاد تیلیش پاسخ همه مسائل جدید بشری در نمادهای دینی متجلی است و در حقیقت رسالت متکلمان و الهیدانان هر دین چنان است که با رمزگشایی از این نمادها پاسخ‌های درخور و مناسب را به جامعه ارائه کنند.

## دوران زندگی
پل تیلیش در سال ۱۸۸۶ در یک خانواده مذهبی متولد شد. پدرش کشیشی محافظه کار و در اندیشه پیرو افکار لوتر بود. وی پس از طی تحصیلات مقدماتی، وارد دانشگاه برلین شده و تحصیلات تکمیلی خود را در دانشگاه توبینگن و دانشگاه هال و دانشگاه برسلاو دنبال کرد. وی در سال ۱۹۱۲ موفق به اخذ دکترا از دانشگاه برسلاو شد. رساله دکتری پل تیلیش اختصاص داشت به معرفی افکار فلسفی و الهیاتی فیلسوف قرن نوزدهم، فریدریک شیلینگ. هم‌زمان با جنگ جهانی اول تیلیش با داشتن گرایش‌های دینی و اصلاح‌گری، به عنوان مبلغ دینی وارد ارتش آلمان شد و به مدت چهار سال در این سمت خدمت کرد. شاید بتوان نخستین نقطه عطف زندگی او را همین مدتی دانست که با تمام وجود شاهد حضور نیروهای ویرانگر و تهدیدکننده بشر بود. وی در سال ۱۹۱۸ تحت تأثیر اندیشه‌های سوسیالیستی در حالی ارتش آلمان را ترک کرد که از فرد محافظه‌کار لوتری به جوان پرشور و سرکشی تبدیل شده بود که نسبت به بسیاری از آموزه‌های دینی مسیحیت و فرهنگ غرب با یأس و بدبینی سخن می‌گفت.
تیلیش معتقد بود لازمه تحول در خود تحقق یک تحول عمیق در تمدن غرب است و برهمین اساس شروع به تببین اندیشه‌های خود در قالب مواعظ و سخنرانی‌های علمی در عرصه فرهنگ و الهیات نمود. نخستین سخنرانی وی تحت عنوان مفهوم الهیات فرهنگ در برلین، دغدغه همه تلاش‌های بعدی وی بود. برلین در آن روزها مرکز انواع منازعات سیاسی و اجتماعی و البته هنر بود. تیلیش بین سالهای ۱۹۲۵ تا ۱۹۲۹ در دانشگاه برلین، دانشگاه ماربورگ و دانشگاه فرانکفورت تدریس می‌کرد، اما در این سال‌ها بیشتر از تدریس به مطالعات دینی در مؤسسه تکنولوژی مدرن اشتغال داشت. تیلیش در سال ۱۹۳۳ در سن ۴۷ سالگی کتابی را برخاسته از اندیشه‌های سوسیالیستی و ضدِ فاشیستی تحت عنوان تصمیم سوسیالیسم ، منتشر کرد که در آن ایدئولوژی نازیسم مورد نقد قرار گرفته بود. همین کتاب بهانه‌ای شد برای اخراج وی از دانشگاه و فرارش به کشور آمریکا. سابقه اعتراض تیلیش رفته رفته اندیشه‌های او را مطرح ساخت اما ورود نابهنگام وی در کشوری غریب با زبانی بیگانه، توقف قابل توجهی در اندیشه‌های تیلیش ایجاد کرد، لکن به واسطهٔ تدریس پانزده ساله اش در دانشکده کانون الهیات نیویورک به شخصیت قابل احترامی در بین امریکایی‌ها بدل شد و از آنجا که آثار قابل دسترسِ او تا آن زمان به زبانِ غیرِ انگلیسی بود با تمام دشواریهای زبان جدید، شروع به تألیف به زبان انگلیسی کرد. اولین تجربه زندگی‌نامه خودنوشت خود را تحت عنوان دربارهٔ خط مرزی منتشر کرد که چندان با استقبال مواجه نشد. اما کتاب بعدی وی تحت عنوان تزلزل مبانی که حاوی برخی از مواعظی بود که در نمازخانه کانون الهیات نیویورک ایراد می‌کرد، به شهرت فوق‌العاده‌ای رسید. بعد از انتشار نخستین مجلد از مجموعه سه جلدی الهیات سیستماتیک در سال ۱۹۵۱ موضوعات این کتاب تبدیل شد به موضوع ثابت محافل دانشگاهی و کلیسایی وقت آمریکا. وی در سال ۱۹۵۵ پس از بازنشستگی از کانون الیهات، موفق به کسب کرسی تدریسِ دانشگاه هاروارد شد. جلد دوم الهیات سیستماتیک در سال ۱۹۵۷ منتشر شد و هم‌زمان با تدریس در دانشگاه شیکاگو در سال ۱۹۶۲ جلد سوم این اثر را به زیور طبع آراست.
تیلیش در سال ۱۹۶۵ در حالی از دنیا رفت که از تأثیرگذارترین الهیدانان عصر خود شناخته می‌شد و آثار او مدت‌ها پس از مرگش بسیاری از بحث‌های پرشور محافل علمی در سراسر جهان مسیحیت را به خود اختصاص می‌داد.

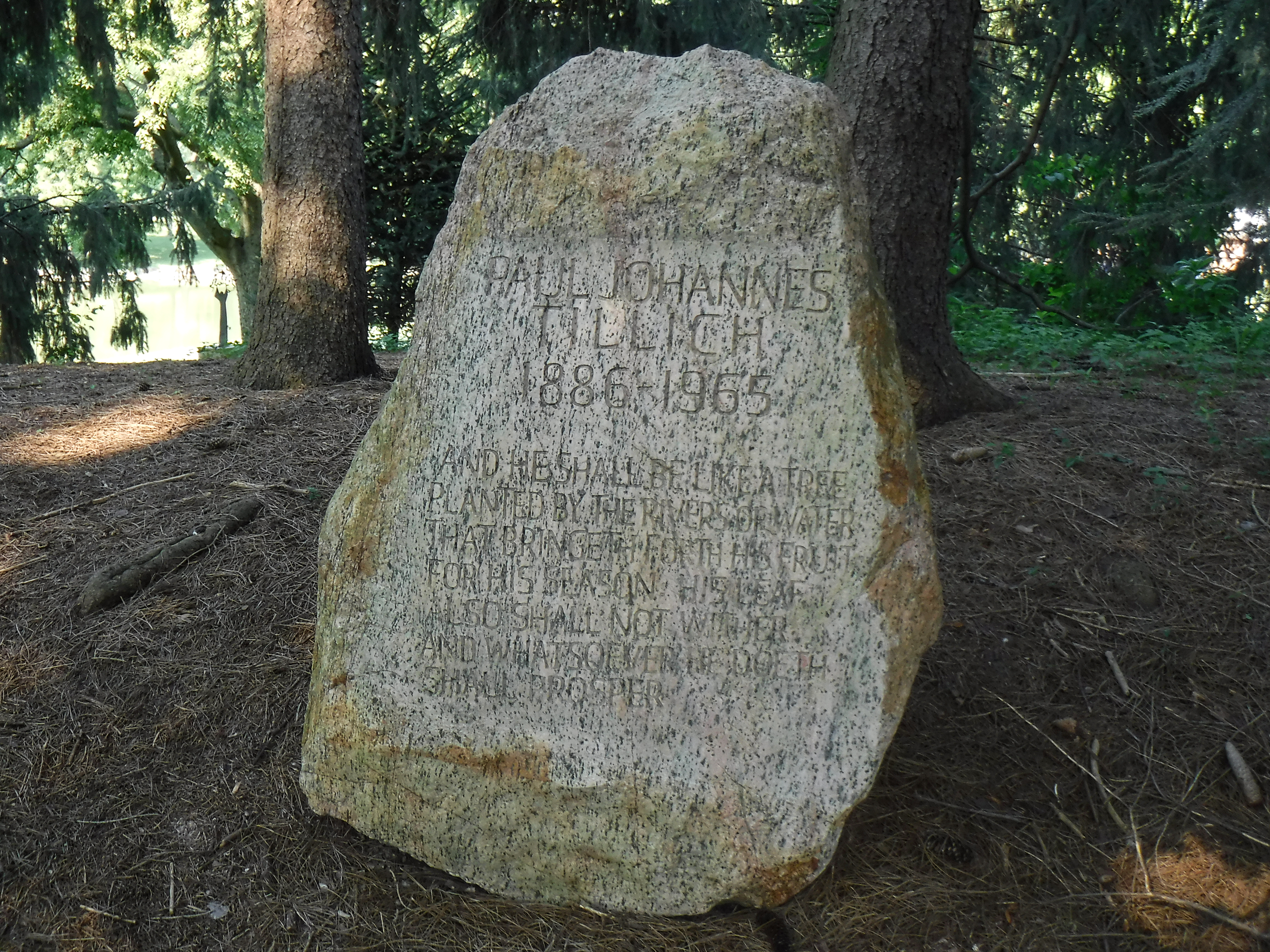
Tillich’s gravestone in the Paul Tillich Park, New Harmony, Indiana

## آثار مکتوب تیلیش
از تیلیش بیش از سی جلد کتاب و صدها مقاله برجای مانده که عمده آن‌ها به زبان انگلیسی چاپ شده‌است. در مجموع آثار وی به زبان انگلیسی را می‌توان به ۴ دسته تقسیم کرد:
1. آثار سیستمی تیلیش که شامل دوره سه جلدی الهیات سیستماتیک است.
2. آثار بیرون از سیستم ولی راجع به موضوعات الهیاتی شامل: دین کتاب مقدس و جستجوی واقعیت غایی، عشق، قدرت، عدالت، عصر پروتستان و الهیات فرهنگ.
3. سه جلد مواعظ شامل: تزلزل مبانی، هستی جدید، حال ازلی.
4. رساله‌هایی در فلسفه دین، شامل: رساله شجاعتِ بودن، پویایی ایمان.

مهم‌ترین و عمده اثر او الهیات جامع است در سه جلد. دیگر آثار مهم او عبارتند از:
- اوضاع و احوال دینی ۱۹۳۲؛
- تفسیر تاریخ ۱۹۳۶؛
- عصر پروتستان ۱۹۴۸؛
- تزلزل مبانی ۱۹۴۸؛
- شجاعتِ بودن ۱۹۵۲؛
- عشق، قدرت و عدالت ۱۹۵۵؛
- پویایی ایمان ۱۹۵۷؛
- الهیات فرهنگ ۱۹۵۹؛
- مسیحیت و مواجهه با ادیان جهان ۱۹۶۳؛
- اخلاق و فراسوی آن ۱۹۶۳.[۱]

### آثار ترجمه شده به فارسی
از میان آثار تیلیش، این کتاب‌ها ترجمه شده‌است:
- پویایی ایمان به ترجمه حسین نوروزی، انتشارات حکمت، ۱۳۷۵
- الهیات فرهنگ به ترجمه مراد فرهادپور و فضل‌الله پاکزاد، انتشارات طرح نو، ۱۳۷۶
- شجاعت بودن، ترجمه مراد فرهادپور، انتشارات علمی و فرهنگی، ۱۳۶۶[۲]
- آینده ادیان، ترجمه احمدرضا جلیلی، نشر ادیان، قم
- پویایی ایمان، ترجمه علی اکبر خانجانی، بنیاد نشر آثار علی اکبر خانجانی، ۱۳۷۷

## دیدگاه‌ها و موضوعات
دیدگاه‌های الهیاتی تیلیش بیشتر در مجموعه سه جلدی الهیات سیستماتیک منعکس شده‌است. وی در این مجموعه سعی در برقراری رابطه منطقی و متقاعدکننده بین فرهنگ معاصر بشر قرن بیستم و مسیحیت تاریخی دارد. او معتقد به نیاز متقابل مقوله ایمان و فرهنگ جدید است. تیلیش برآن است که مدافعه‌گری نه یک شاخه تخصصی از الهیات مسیحی، بلکه بعدی از هر بخش الهیاتی است. در الیهات سیستماتیک همواره چنان است که بین دین و فرهنگ همبستگی وجود دارد. صورت دین فرهنگ است و جوهر و محتوای فرهنگ دین است. به این معنی که همیشه می‌توان از دین جوابی برای مسائل جدید به دست آورد. به این ترتیب که نخست مسائل بنیادین از سوی نخبگان هر جامعه شناخته می‌شود، سپس این مسائل در قالب آثار هنری و افکار اجتماعی تجلی پیدا می‌کنند، آنگاه متخصصان دینی از بین نمادهای دینی پاسخ‌های نمادین متناسب را پیدا، رمزگشایی و ارائه می‌کنند. از این جهت برای انطباق و برون‌رفت از نابسامانی‌های هر عصری لازم است همواره بین نخبگان و متخصصان دینی ارتباط نزدیک وجود داشته باشد.

### هستی‌شناسی تیلیش
هستی‌شناسی تیلیش را باید کاملاً در اندیشه سیستمی او جستجو کرد. تیلیش شاید متأثر از اگزیستانسیالیسم نقطه عزیمت خود را در وجود قرار داد؛ چون به عقیده او در حیات ما لحظاتی وجود دارد که از جانب بی‌معنایی، گناه و مرگ تهدید می‌شوند. وی برای وجود و هرآنچه که دارای هر مقداری از واقعیت است سه نحوه تصویر و نمود ترسیم می‌کند:
1. فاعل شناسا: شی شامل یک کل یکپارچه باشد به نحوی که مانند یک سیستم کاملاً مستقل عمل کند؛
2. مخلوق: شیء به عنوان بخشی از کلهای یکپارچه بزرگتری که با اعضاء دیگر تعامل دارند است؛
3. متناهی: شیئی که در برابر تهدید به فروپاشی و جدایی از متعلق خود ذاتاً آسیب‌پذیر است.

انسان در هستی‌شناسی تیلیش موجودی مخلوق و متناهی است. وی با دو استدلال مجزا این مطلب را به اثبات می‌رساند. در حقیقت مخلوق بودن انسان و به تبع آن قدرت الهی، پاسخی برای سؤال دوم تیلیش مبنی بر اینکه درمان تناهی فرهنگی چیست؟ مطرح شده‌است. این که چگونه انسان می‌تواند در برابر نیروهای مخرب و تهدیدکننده حیات بشری مقاومت کند؟ وی با این استدلال مشخص می‌کند که ما برای در امان ماندن از ترس و تهدید، راهی به جز بازگشت به دامن خدا به عنوان خالق نداریم. خداست که به عنوان قادر مطلق، همواره انسان را در برابر رنج و ترس، گناه و مرگ، بی معنایی و پوچی محافظت می‌کند و به او آرامش می‌بخشد. تیلیش معتقد است ما انسان‌ها موجوداتی متناهی هستیم که ذاتاً از جانب عدم تهدید می‌شویم، در عین حال خودمان مقاومت در برابر این تهدیدها را تجربه می‌کنیم. چنین نیرویی قادر مطلق، حی و حافظ و بالاخره خالق انسان است. این نیرو خداوند است.

#### انسان موجودی است مخلوق
- مقدمه اول) حیات ما همواره در معرض تهدید از جانب امور عدمی مانند بی‌معنایی، گناه و مرگ است.
- مقدمه دوم) همه ما شاهد نوعی مقاومت دائمی در برابر این تهدیدها هستیم.
- مقدمه سوم) منبع چنین مقاومتی در خود ما نیست.
- نتیجه) چنین منبعی خالق و حافظ ما است که در نماد مسیحی خدا به مثابه خالق متجلی شده.

#### انسان موجودی متناهی
در بین فلاسفه و متکلمان مسیحی، هستی‌شناسی تیلیش از شهرت جهانی برخوردار است. دلیل آن هم حضور رویکرد اگزیستانس فلسفی بر مبانی الهیاتی او است. برخی فیلسوفان معتقدند با تحلیل دقیق هستی می‌توان واقعیت خدا را اثبات کرد، لکن تیلیش این‌گونه نمی‌اندیشد. تیلیش در تحلیل هستی‌شناختیش از پایین به بالا یعنی از وجود خود شروع می‌کند و از این حیث همان مسیری را می‌پیماید که همه فلاسفه اگزیستانسیالیست تا قبل از او خصوصاً هایدگر طی کرده‌اند. به این ترتیب با تحلیل وجود انسان به عنوان مخلوق، به فقر و نیاز او نسبت به خالق و حافظ منتهی می‌شود و از آنجا اوصافی مانند حیات و قدرت را برای او به اثبات می‌رساند.
اما چگونه انسان متناهی است؟ در استدلال گذشته معلوم شد انسان موجودی مخلوق است یعنی بخشی از یک کل یکپارچه محسوب می‌شود که لازم است با اعضاء دیگر مجموعه در تعامل باشد. از سویی مخلوق بودن عالم دارای چنین اقتضایی است که تمام کنش‌ها و واکنش‌های درون آن از جمله رابطه ما با جهان دارای ساختاری واحد باشد؛ یعنی اگر در میان عناصر عالم هستی تعادل وجود دارد، چنین عناصری در وجود انسان نیز دارای تعادل باشند. از این رو انسان برای هماهنگی با ساختار عالم، لازم است در وجود خود تعادل ایجاد کند. در این استدلال حضور در مقولات و عناصر قطبی به معنی تناهی و محدودیت است. شکل دیگری از استدلال به این ترتیب است:
- مقدمه اول) انسان مخلوق و بخشی از کل یکپارچه است.
- مقدمه دوم) ساختار آفرینش براساس تعادل در عناصر قطبی بنا شده‌است.
- نتیجه) چون انسان مخلوق است و مخلوق محصور در عناصر قطبی است، بنابراین انسان موجودی متناهی است.

### ساختار آفرینش و عناصر قطبی
در نگاه تیلیش، جهان هستی دارای عناصری است که به سیستم امکان می‌دهد که با اجزاء متشکله‌اش به شکلی کاملاً واحد و براساس یک قانون رفتار کند. در عین حال این عناصر دارای ویژگی قطبی هستند به این معنا که هرچیزی از عالم در موقعیت متعادلی از دو سر قطب قرار دارد.
عناصر قطبی موجود در ساختار آفرینش عبارتند از:
1. تفرد و مشارکت،
2. پویایی و صورت،
3. آزادی و تقدیر.

هرچیزی در این عالم متناهی و محدود بین دو سر طیف هریک از این عناصر در حالتی متعادل قرار دارد. طبیعی است که برای درمان نابسامانی‌های بشر، بادرنظر گرفتن انسان به‌مثابه جزئی از اجزاء منسجم عالم، می‌توان با تحلیل وضعیت تعادلی سایر اجزاء هستی، پاسخی مناسب برای وضعیت نامتعادل بشر در ارتباط با این عناصر یافت.

#### تفرد و مشارکت
همه اجزاء هستی ضمن حفظ تشخص و بالندگی فردی، در هماهنگی کامل با سایر بخش‌ها قرار دارند، به نحوی که مشارکت این اجزاء حیث تفرد ایشان را مورد تهدید قرار نمی‌دهد. انسان نیز در هماهنگی با عالم ضمن این که مجبور به سیر از تفرد به مشارکت است، در عین حال باید به وضعیتی متعادل از حیث تفرد و مشارکت دست پیدا کند تا در سایه آن هم به بالندگی برسد و هم بتواند با دیگران اعم از انسان و محیط خود توازن برقرار سازد.

#### پویایی و صورت
همچنین در همه اجزاء هستی نوعی حرکت، نوآوری و خلاقیت وجود دارد که گاهی انسان چنین قوانین و اشکال به ظاهر ثابت را تغییریافته می‌بیند. ما انسان‌ها برای هماهنگی با هستی لازم است بین دو قطب پویایی و قانون تعادل ایجاد کنیم. اگر انسان برای رسیدن به آزادی مرزهای قانونی را در هم بشکند، جامعه دچار بی‌نظمی و ناهنجاری می‌شود و به همان سهم نادیده گرفتن خلاقیت و پویایی افراد سبب اعتراض و انقلاب در جوامع می‌شود و قوانین غیرمنعطف و خشک به نظر خواهند رسید.

#### آزادی و تقدیر
هستی همواره با دو مرز آزادی و تقدیر محفوف است. هرچند که آزادی معطوف به اراده است اما تصور هرج و مرج برای هستی با فرض مخلوق بودن آن ناسازگار است. هستی تا جایی آزادی عمل دارد که خللی در موقعیت خود در سیستم ایجاد نکند. انسان در تعامل خود با جهان به وسیله تاریخ تحت تأثیر قرار می‌گیرد. تقدیر در هرلحظه، مسیر قطعی آینده ما را نشان می‌دهد و اعمال آزادی همواره از سوی اجزاء عالم توأم است با احساس مسئولیت و تعهد در برابر کل نظام منسجم.

### فرجامین دلبستگی
بعد از بررسی وضعیت انسان در هستی و تبیین تناهی و مخلوقیت انسان به خاطر حضور در عناصر قطبی عالم، تیلیش تبیین می‌کند که تجربه ما از مقاومت در برابر تهدیدها که منشأئی بیرون از حوزه اراده و خواست ما دارد، دلبستگی واپسین آدمی، همانا خدا است.

## پنج سؤال سیستماتیک
تمام ایده‌های سیستمی تیلیش را می‌توان در پنج پرسش بنیادین دنبال کرد. سوالاتی که از یک مفهوم کاملاً قطبی تهدید و مقاومت نشات می‌گیرند. در اندیشه تیلیش بشریت همواره از سوی عواملی مثل بی‌معنایی، گناه و مرگ تهدید شده‌است اما نکته‌ای که ابهام‌برانگیز است این است که علی‌رغم همه تهدیدها همه مقاومت دائمی را در برابر این تهدیدها تجربه کرده‌اند که در عین حال از ناحیه امری بوده‌است که می‌داند منشأ آن از درون خود او نیست. تیلیش با استفاده از مدلی که خود مبدع آن بوده، تلاش کرده در مجموعه آثار خود به این ابهام پاسخ دهد که مسائل عمده چیست و پاسخ متناسب هر یک که با بازخوانی نمادهای دینی موجود در مسیحیت تاریخی ممکن است، چه خواهد بود. ذیلاً به پنج سؤال اساسی اشاره می‌شود.
1. چگونه می‌توان حقیقتی که از حیث بشری مهم است را شناخت؟
2. چگونه می‌توان در برابر نیروهای مخرب و تهدیدگر حیات بشری ایستاد؟
3. چگونه می‌توان مسئله بیگانگی را درمان کرد؟
4. حیات ما چگونه می‌تواند اصیل باشد و حال آنکه اخلاق، اعمال و مظاهر فرهنگی کاملاً مبهم هستند؟
5. آیا تاریخ معنا دارد؟

پاسخ به این سوالات از بین نمادهای دین مسیحیت کاملاً همبسته و منسجم انتخاب شده‌است، به گونه‌ای که هر پاسخ علاوه بر عامل اقناع‌کنندگی در همان سؤال، در رابطه‌ای متقابل با مسائل عمدهٔ دیگر قرار دارد.
1. نماد لوگوس برای پاسخ به مسئله شناخت.
2. نماد خدا به عنوان خالق برای پاسخ به مسئله تناهی فرهنگی.
3. نماد عیسی به عنوان مسیح برای پاسخ به مسئله بیگانگی.
4. نماد روح‌القدس به عنوان پاسخی برای ابهام در فرهنگ جدید.
5. نماد پادشاهی خدا به‌عنوان پاسخی برای معناداری تاریخ.

## نماد لوگوس برای پاسخ به مسئله شکاکیت
سیستم الهیاتی پل تیلیش با معرفت‌شناسی آغاز می‌شود. او معتقد است که شناخت هم سبب درک جهان می‌شود و هم امکان غالب بندی جهان را فراهم می‌کند. درگذشته به روش مسئله یابی و حل مسئله تیلیش اشاره شد. پرسش‌های تیلیش معمولاً حالتی از ابهام را به مخاطب منتقل می‌کند و سپس درصدد رفع این ابهام برمی‌آید؛ مثلاً وقتی تصویری از بشر ترسیم می‌کند که در طول تاریخ در مقابل تهدید به مرگ به سر برده، متعاقب آن این ابهام را هم مطرح می‌کند که علی‌رغم چنین تهدیدی، پس چه نیرویی است که او را حمایت می‌کند؟ بعد از این ابهام‌افکنی است که خود پاسخ رمزگشایی شده را از مسیحیت ارائه می‌کند. چنین روندی در مسئله شناخت هم ملاحظه می‌شود. یکی از نخستین سوالات تیلیش بعد از جنگ جهانی اول، سؤال از ریشه تهدید به بی‌معنایی بود. وی با طرح این سؤال که اصولاً پاسخ بی‌معنایی چیست؟ و چگونه می‌توان حقیقتی را شناخت؟ بلافاصله ابهام متعاقب آن را مطرح می‌کند که علی‌رغم چنین تهدیدی، بشر برای ادامه حیات خود از شناخت کافی برخوردار است. پس سرچشمه این شناخت از کجا است؟ پاسخ در کدامین نماد مسیحی قابل تبیین است؟ با طرح این مقدمات وی وارد بحث معرفت‌شناسی، جایگاه لوگوس و نسبت عقل با وحی می‌شود.
تیلیش با تقسیم عقل به عقل ابزاری و عقل هستی‌شناختی ویژگی‌هایی برای عقل هستی‌شناختی بیان می‌کند. به عقیده تیلیش، درحقیقت عمل شناخت به وسیله عقل هستی‌شناختی صورت می‌گیرد و از جهات متعددی چنین عقلی از عقل ابزاری غنی‌تر است.

### رابطه عقل و وحی
تیلیش مفهوم نمادین لوگوس را پاسخی برای مسئله شناخت معرفی می‌کند. لوگوس (Logos) کلمه‌ای یونانی و به معنی عقل، کلمه، تفکر و اندیشیدن است. در مقابل مفهوم لوگوس، اونتوس (Ontos) قرار دارد که به معنی آنچه که وجود دارد استفاده می‌شده‌است. به اعتقاد تیلیش لوگوس همان نمادی است که در حقیقت با مسئله شکاکیت مقابله می‌کند. اما عقل به تنهایی قادر به شناخت نیست و در این آوردگاه جدال شناخت و شکاکیت تا زمانی که عقل به تنهایی در میدان باشد، در معرض تهدید و شکست است چرا که عقل مخلوق است و هر مخلوقی متناهی است. عقل همواره در مسیر شناخت و قالب بندی هستی با عناصر قطبی تهدید می‌شود.
گروه اول عناصر قطبی شناخت شامل ابعاد صوری و عاطفی واقعیت است. درک عقلانی واقعیت همیشه بین دو قطب صورت و عاطفه درآمد و شد است و کارکردهای صوری و عاطفی نیز گاهی با یکدیگر متعارض‌اند و حال آنکه انسان برای هماهنگی با عالم ناگزیر است تا بین این ابعاد قطبی تعادل ایجاد کند و به نوعی بدانها وحدت و انسجام ببخشد.
دومین گروه از عناصر قطبی شناخت، جنبه‌های ایستا و پویای درک واقعیت است. در درک عقلانی واقعیت باید هردو جنبه در حالت توازن و تعادل قرار گیرد. گرایش به بعد ایستای واقعیت منجر به محافظه‌کاری و مطلق گرایی است و افراط در جنبه‌های پویای واقعیت، سبب گرفتاری در ورطه نسبی‌گرایی است.
سومین گروه عناصر قطبی شناخت، تعارض بین اتکاء بر خود یا تکیه بر دیگر به عنوان مرجعیت نهایی در شناخت است. انسان باید در شناخت بین این دو عنصر نیز تعادل را در نظر داشته باشد. به هر تقدیر خودمحوری و دیگرمحوری بازگشت به پذیرش قانون دارد. اگر محوریت با خود باشد، ملاک واقعیت و حقانیت هر قانونی به خود بازگشت دارد و اگر صرفاً محوریت با امری بیرون از خود باشد، دیگری به مثابه قانون شناخته می‌شود و خود قربانی می‌شود.
به اعتقاد تیلیش ریشه چنین تعارضی بین خودمحوری و دیگر محوری در ساختار و کنه عقل نهفته‌است. ساختار عقل مبین مکانیزم درک و قالب‌بندی واقعیت است که به وسیله چنین ساختاری انسان قادر به تشخیص بین خوب و بد، زشتی و زیبایی و همچنین قضاوت نسبت به صدق مدعا است. در مقابل این کنه عقل است که مبنای تعاملات عقلانی است حتی وقتی که نسبت به آن آگاهی و التفاتی وجود ندارد. با چنین ابزاری انسان قادر است تا به حقیقت محض، زیبایی صرف یا خیریت محض را درک کند. نهایتاً با کنه عقل است که انسان قادر به درک معیارهای نهایی بیانگر وجود و حضور قدرت هستی (صرف‌الوجود) خواهد شد.
در اندیشه تیلیش، بشر همواره در آرزوی نوعی شناخت است که از قید بیگانگی و وابستگی به خود، رها باشد. وی چنین حالتی از تعادل شناختی را وحی می‌نامد.
وحی در حقیقت تجلی دلبستگی واپسین ما و مبدأ مقاومت در برابر بی‌معنایی حیات ما است که در نماد عیسی به‌عنوان مسیح تجلی پیدا کرده‌است.

### تحلیل رویداد وحیانی و پاسخ مسئله شکاکیت
تا بدین جا در پاسخ به مسئله شکاکیت معلوم شد که عقل برای شناخت همواره با تعارضاتی در عناصر قطبی عالم مواجه است. تعارض بین عنصر عاطفه و صورت، تعارض بین عنصر عینی و عنصر مطلق و تعارض بین خودمحوری و دیگرمحوری، تنش‌هایی‌اند که علت ابتلاء بشر به مسئله شکاکیت شده‌اند. تیلیش در ریشه‌یابی این تعارضات، وجود چنین تعارضاتی را در تعارض بین ساختار عقل و کنه عقل می‌داند. وی می‌گوید بشر در ساختار عقل به قالب‌بندی واقعیت از حیث بدی و خوبی، زشتی و زیبایی یا صدق و کذب توجه دارد، درحالی که در کنه عقل تعامل‌های عقلانی متعلق است به ساحتی بالاتر که به درک و تمیز امور محض و صرف اختصاص دارد، خواه به این تعامل و شناخت توجه داشته باشد خواه از آن به دلیل نزدیکی به سر، غافل باشد. نکته اساسی این است که حضور چنین معیارهای نهایی‌ای مانند خیریت محض، حقیقت محض و زیبایی محض نشانگرِ حضور قدرت هستی در ذهن ما است. دقیقاً به همین دلیل است که بشر در ادوار تاریخی بین تکیه بر خود یا دیگری دچار تنش و پرسش شده‌است.
گام بعدی تیلیش پس از این تحلیل و ریشه‌یابی مسئله شکاکیت، ارائه پاسخی الهیاتی از مسیحیت تاریخی به این مسئله است. به باور تیلیش برای پاسخ گویی به مسئله شکاکیت، ابتدا باید منشأ مقاومت در برابر شکاکیت را شناخت. باید به این سؤال پرداخت که چه چیزی علی‌رغم وجود تنش‌ها و تعارضات شناختی، جان‌مایه مقاومت در برابر شکاکیت را تشکیل می‌دهد؟ چه عاملی در ذهن انسان حضور دارد که طرف مقابل خودمحوری، صورت‌گرایی و ایستایی است؟ تیلیش بر این باور است که همه ما وجود چنین نیرویی را در خودمان تجربه کرده‌ایم، همه ما چنین دریافت مشترک و شهودی‌ای را در وجودمان می‌یابیم و نهایتاً بر آن در برابر هجوم اوهام شک‌برانگیز تکیه می‌کنیم. از این جهت به چنین واقعیت مشترکی دلبستگی داریم و قدرت اقناع‌گری او را ورای توان هر نوع شک و تردید می‌دانیم. تیلیش نام این وابستگی و دلبستگی را دلبستگی واپسین می‌گذارد. از نظر وی دلبستگی واپسین یعنی عمیق‌ترین ارتباط ما با آنچه که مبدأ حیات ما یعنی وحی است.

### وحی، وجد و معجزه
تیلیش در تشریح ماهیت وحی، هر تجلی رویداد وحیانی را از دو ناحیه و دو جنبه مورد بررسی قرار می‌دهد: ۱) جنبهٔ پذیرنده یا تجربه‌کننده؛ ۲) جنبه معطی یا دهنده. در جنبه پذیرنده در حقیقت حادثه وحیانی زمانی رخ می‌دهد که حالت وحی تمام وجود پذیرنده را دربر گرفته و او را مستغرق دلبستگی کرده باشد. تیلیش چنین تجربه‌ای را که همه مؤمنان در هر لحظه از ایمان‌شان تجربه می‌کنند تجربه وجدی می‌نامد. در حقیقت وجد حالتی است که عقل در درک خودآگاهانه از کنه عقل، از خودش فراتر رفته و منبع و حافظ عقل را تجربه کند.

جنبه دوم هر تجربه وحیانی جنبه معطی است. به اعتقاد تیلیش تجربه‌ای که در جنبه معطی وجود دارد، همواره دارای چنین ویژگی‌هایی است که اولاً نشان‌مند و نمادین است و ثانیاً مستقیماً از مبدأ معنا نشأت گرفته‌است. از سویی چنین تجربه‌ای از مبدأ معنا به معنای شناخت این منبع نیست چراکه مبدأ معنا حتی در وحی یا مکاشفه نیز ذاتاً سری و مخفی است. مبدأ معنا در زمره موضوع‌های قابل شناخت دیگر هم نیست و از ساختار عقل متناهی فراتر است. از این جهت اصولاً امکان آگاهی نفس از حضور مطلق یا مبدأ بی‌قید و شرط معنا بدون امری نشان‌مند و واسطه‌ای که تجلی کاملی از آن مبدأ باشد، امکان‌پذیر نیست. تیلیش از پدیده نشان‌مند تجربه وحیانی به معجزه یاد می‌کند. معجزه در حقیقت شیء، حادثه یا شخصیتی نشان‌مند است که از طریق آن معطی و مبدأ معنا، حیات و قدرت خودش را در اشخاص حاضر می‌کند. در حقیقت در دین مسیحیت عیسی مسیح نخستین معجزه به معنی چنین رویداد وحیانی بود. عیسی در مرحله نخست برای حواریون یک معجزه یا نماد و واسطه مبدأ معنا بود، چراکه محور همه گزارش‌هایی که بعداً از سوی حواریون از حیات عیسی ارائه شد، از نقش او در انکشاف عینی حضور مبدأ معنا در حیات با عنوان لوگوس حکایت دارد. اما در طول تاریخ همه کسانی که او را در حالت وجدی لبیک گفتند، با چنین تجربه‌ای از رویارویی با مبدأ معنا مواجه شده‌اند.

به اجمال مسئله شکاکانه ما را به ریشه تعارضات عناصر قطبی مانند خودمحوری و دیگر محوری و همچنین به تعارض ساختار و کنه عقل رهنمون کرد. درحقیقت مقولات محضی که در کنه عقل برای ما منکشف می‌شود حاکی از حضور و تجربه مبدأ معنا در وجود ماست که به وحی شناخته می‌شود؛ بنابراین پاسخ مسئله شکاکانه وحی در حقیقت یک امر نشان‌مندی از سوی مبدأ معنا است که حاکی از حضور و تجربه مبدأ معنا در پذیرنده و تجربه‌کننده تحت عنوان معجزه است. چنین معجزه‌ای در دین مسیحیت عیسی به عنوان مسیح است. در حقیقت پاسخ مسئله شکاکیت، پذیرش عیسی به عنوان جلوه‌ای نشانمند از واپسین دلبستگیِ انسان به مبدأ معنا است.

### ریشه مسئله شکاکیت
1. تعارض عنصر عاطفی و صوری؛
2. تعارض مطلق‌گرایی و نسبی‌گرایی.

تیلیش پس از بررسی ریشه‌های شکاکیت و رمزگشایی از نماد عیسی به عنوان مسیح سعی می‌کند نشان دهد چنین نمادی سبب خلاصی بشر از کارزار شکاکیت است. به اعتقاد وی اتحاد وحی یا معجزه در عیسای انسان‌وار، سبب رفع تعارض عنصر عاطفی و صوری است و اتحاد رویداد عینی و مطلق، سبب غلبه بر تنش نسبی‌گرایی و مطلق گرایی است. نکته حائر اهمیت در تبیین تیلیش آن است که عیسی در این تبیین تنها وسیله حضور سر است و نباید با صاحب سر خلط شود.

## نماد خدا به عنوان خالق
تیلیش در تبیین این پرسش که چه عاملی بیرون از ما است که دائماً یارای مقاومت در برابر نیروهای ویرانگر را دارد و به انسان در برابر تهدید به مرگ و جهل و گناه، امنیت می‌بخشد، وارد مباحث الهیات به معنای اخص آن یعنی مباحث مربوط به خداشناسی می‌شود. اما باید به مسیری که تیلیش طی کرد توجه داشت. او در یک رفت و برگشت خود را مواجه با سوالاتی بنیادین دید، و با تحلیلی هستی‌شناختی به ماهیت ذاتی بشر با وصف مخلوقیت و تناهی رسید و از آن پس نتیجه گرفت که خدایی برای چنین خلقتی هست و چنین خدایی فرا و ورای هرگونه مرز و محدودیتی غیرِ متناهی است.
الهیات تیلیش دارای دو محور است. او نخست با الهیات اثباتی آغاز و با الهیات سلبی مطلب را ختم می‌کند. تیلیش با استفاده از مفهوم دلبستگی واپسین، در حقیقت به دنبال تبیین عشق است. چرا باید خدا همیشه مرا در برابر تهدیدها حفظ کند؟ پاسخ آن در نوعی دلبستگی دوجانبه نهفته‌است. چنین دلبستگی‌ای منحصربه‌فرد و واپسین است، یعنی همه وجود انسان را به خود اختصاص می‌دهد و ورای هرنوع تعلّقِ خاطر دیگر است.

### الهیات اثباتی
خدا در اندیشه تیلیش تجربه حضور قدرت هستی و خالق آن است. وصف خالقیت در این تعبیر تنها اشاره به منشاء اشیاء ندارد، بلکه متضمن نوعی حضور فعال در حیات و بقاء هستی است. خداوند حَیّ است و دارای حیاتی است که حیات هستی در گرو تعلقِ اراده آن به او است. از سویی مفهوم «خداوند خالق است» به معنی حافظ بودن هم هست؛ یعنی از هر نوع تهدیدی انسان را در امان نگه‌می‌دارد. او صرف‌الوجود، غیر مشروط و حاضر در هر چیز و مالک آن است. او مبدأ هستی ما است و در خلالِ تهدید شدن ما به عدم است؛ یعنی ورای عدم و تهدید و نابسامانی، باز خلق می‌کند و مخلوق خود را تحت سرپرستی و محافظتِ خود دارد.

### الهیات سلبی
تیلیش نسبت به اوصافِ سلبیِ فرجامین دلبستگی مواردی را ذکر می‌کند که حاکی از ویژگی‌های عمومی و سلبی خدا هم هست. وی معتقد است اولاً توصیف چنین حضور و قدرتی به خاطر قُدسیّت آن، کاملاً توصیف ناپذیر و سِرّی است. مضاف بر اینکه چنین قدرتی درون این ساختار هم نیست چون در این صورت اسم خالق برای او معنا نداشت. از سویی خداوند نام کلی دیگری هم برای ساختار هستی نیست یعنی نمی‌شود گفت خدا همین هستی است با اسم دیگر که مثلاً گفته بشود قادر مطلق یا خالق هستی! در عین حال تیلیش منکر «همه خدایی» هم هست چنان‌که در برخی مکاتب عرفانی از هستی به عنوان مجلا و تجلی‌گاه خداوند یاد می‌کنند. خداوند «موجود» هم نیست حتی اگر آن موجود را متعالی فرض کنیم، چراکه هر موجودی لاجرم متناهی است؛ بنابراین سخن از وجود خدا امری مردود است.

## آثار مرتبط
- پل تیلیش، جی هی وود توماس، مصطفی ملکیان (مترجم)، فروزان راسخی (مترجم)، ناشر: نگاه معاصر - ۱۳۸۲
- خدا از دیدگاه صدرالمتالهین و پل تیلیش، اعلاء تورانی، ناشر: دانش و اندیشه معاصر، ۱۳۸۴
- فلسفه اخلاق (مجموعه مقالات)، هیئت مؤلفان (با آثاری از پل تیلیش)، ناشر: وزارت فرهنگ و ارشاد اسلامی، سازمان چاپ و انتشارات
- الهیات جدید (مجموعه مقالات)، هیئت مؤلفان (با آثاری از پل تیلیش)، ناشر: وزارت فرهنگ و ارشاد اسلامی، سازمان چاپ و انتشارات